# Kana-Boon
KANA-BOON é uma banda japonesa de rock formada em 2008. A banda fez sua grande estreia com a gravadora Ki/oon Music em 2013. Desde então, eles tiveram três álbuns que alcançaram o top ten semanal da Oricon parada de Álbuns, com DOPPEL sendo o seu melhor-gráfico do álbum, atingindo o terceiro lugar no gráfico. Eles também tiveram cinco singles a alcançar o top ten semanal da Oricon parada de Singles, com "Full Drive" (フルドライブ) sendo o seu melhor-gráficos single, atingindo o sexto lugar no gráfico. Dois de seus singles têm sido utilizados na franquia de Naruto, como "Silhouette" sendo usado como a 16ª abertura de Naruto Shippuuden, e "Diver" como tema para Boruto: Naruto the Movie. O lado B de "Diver", "Spiral", foi o tema Naruto Shippuden: Ultimate Ninja Storm 4 um vídeo game da franquia de Ultimate Ninja Storm. Este grupo também fez um single para o anime Subete ga F ni Kikuko chamado "Talking".
Em 2016 seu novo single "Fighter" foi escolhido para ser a quarta abertura de Mobile Suit Gundam: Iron-Blooded Orphans. E seu single "Baton Road" do álbum NAMiDA foi escolhido para ser a primeira abertura da sequencia de Naruto Shippuden, Boruto: Naruto Next Generations.

## Discografia

### Álbuns
| Ano  | Detalhes Do Álbum                                                                                   | Oricon chart |
| ---- | --------------------------------------------------------------------------------------------------- | ------------ |
| 2013 | Boku ga CD wo Dashitara (僕がCDを出したら, When I release the CD) - Lançamento: 24 de Abril de 2013 | 14           |
| 2013 | DOPPEL - Lançamento: 30 de Outubro de 2013                                                          | 3            |
| 2015 | TIME - Lançamento: 21 de Janeiro de 2015                                                            | 4            |
| 2016 | Origin - Lançamento: 17 de Fevereiro de 2016                                                        | 6            |

## Vídeo Clipes

### Oficial de vídeos de música
| Ano  | Título | Diretor(s)               |
| ---- | --- | ------------------------ |
| 2013 | "Naimononedari" (ないものねだり)                                                                              | Shinta Yamagishi         |
| 2013 | "Declaration of Necessity of Proponents, Refusal" (盛者必衰の理、お断り Jousha Hissui No Kotowari, Okotowari) | Shinta Yamagishi         |
| 2013 | "1.2. step to you"                                                                                            | Shinta Yamagishi         |
| 2013 | "U~ōrīhīrō" (ウォーリーヒーロー)                                                                              | Tetsuya Iwaguchi         |
| 2014 | "Crystal Star" (結晶星 Kesshō Hoshi)                                                                          | Higuchiryou × Wonowataru |
| 2014 | "Full Drive" (フルドライブ Furu Doraibu)                                                                      | Sumisu                   |
| 2014 | "To Live" (生きてゆく Ikite yuku)                                                                             | Shinta Yamagishi         |
| 2014 | "Silhouette" (シルエット Shiruetto)                                                                           | Kamatani Sōjirō          |
| 2015 | "Snow Glove" (スノーグローブ Sunōgurōbu)                                                                      | Sudō Kanji               |
| 2015 | "TIME" | Sudō Kanji               |
| 2015 | "Anything" (なんでもねだり Nan demo nedari)                                                                   | Tanabe Hidenobu          |
| 2015 | "Diver" (ダイバー Daibā)                                                                                      | Kamatani Sōjirō          |
| 2015 | "Talking" | Takuya Tada              |
| 2016 | "Run and Run" (ランアンドラン Ran'andoran)                                                                    | Bait                     |
| 2016 | "Anger in the Mind"                                                                                           | Takuya Tada              |
| 2016 | "Wake up" | Shinta Yamagishi         |
| 2017 | "Fighter" | Kei Ikeda                |
| 2017 | "Tears" (涙 Namida)                                                                                           | Shinta Yamagishi         |
| 2017 | "Still We are Hoping" (それでも僕らは願っているよ Soredemo bokura wa negatte iru yo)                          | Takuya Tada              |

## Prêmios e indicações
MTV Video Music Awards Japan
| Ano  | Trabalho                                                    | Prêmio                    | Resultado |
| ---- | ----------------------------------------------------------- | ------------------------- | --------- |
| 2014 | Jousha Hissui No Kotowari, Okotowari (盛者必衰の理、お断り) | Melhor Artista Novo Vídeo | Nomeado   |

| Ano  | Trabalho                                  | Prêmio           | Resultado |
| ---- | ----------------------------------------- | ---------------- | --------- |
| 2014 | Boku ga CD o dashitara (僕がCDを出したら) | Melhor Revelação | Ganhou    |
| 2014 | Doppel                                    | Melhor Revelação | Ganhou    |